# Partido Nuevo Progresista
De Partido Nuevo Progresista (Nederlands: Nieuwe Progressieve Partij) is een Puerto Ricaanse liberale politieke partij die het huidige statuut van Puerto Rico als gemenebest en unincorporated territory van de Verenigde Staten wil omvormen tot een volwaardige deelstaat. Sinds de verkiezingen van 2024 is de PNP de belangrijkste partij in het Puerto Ricaanse parlement. Momenteel levert het de gouverneur, Jenniffer González-Colón, die tevens partijleider is. Ook leverde de partij al meermaals de Resident Commissioner van Puerto Rico, die als niet-stemgerechtigd lid deel uitmaakt van het Huis van Afgevaardigden.
De PNP is een van de twee belangrijke partijen in Puerto Rico, de andere is de Partido Popular Democrático die voorstander is van het behoud van de huidige status als gemenebest en unincorporated territory van de Verenigde Staten. Daarnaast is er ook de kleinere Partido Independentista Puertorriqueño, die streeft naar onafhankelijkheid. Leden van de PPD worden vaak estadistas en progresistas genoemd en zijn lid van zowel de Democratische Partij als de Republikeinse Partij.